# Gerassim Grigorjewitsch Romanenko
Gerassim Grigorjewitsch Romanenko (russisch Герасим Григорьевич Романенко, Pseudonym: Gerassim Tarnowski; * 1855 in Kirjanka bei Orgejew; † 1928) war neben Morosow und Tkatschow ein bedeutender Theoretiker des Terrorismus im Russischen Reich.

## Leben
Romanenko war ein Jurist und Landbesitzer aus Bessarabien. 1879 kam er nach Zürich, wo er mit Morosow zusammentraf und Kontakte zur Nabat-Gruppe um Tkatschow unterhielt. 1881 kehrten Morosow und Romanenko nach Russland zurück, um terroristische Organisationen aufzubauen. Romanenkos Werk Terrorismus und Routine war eine Antwort auf Michail Dragomanow (1841–1896). Es folgte eine Verurteilung zu fünf Jahren Verbannung nach Russisch-Turkestan. 1887 wurde Romanenko erlaubt, in seine Heimat nach Bessarabien zu gehen, wo er sich zum überzeugten Monarchisten wandelte.